# 瀧本美織
瀧本美織（日语：／ Takimoto Miori，1991年10月16日—），日本女演員、歌手，鳥取縣出身，樂團LAGOON前主唱。經紀公司為Stardust Promotion。目前就讀於亞細亞大學經營學部。

## 簡歷
2003年8月，以愛貝克思所屬的女子五人團體SweetS成員身分出道。2006年8月，SweetS發行精選輯之後即宣布解散。不久，瀧本接拍了早稻田學院的電視廣告。2008年，經紀公司轉投至Stardust Promotion藝能三部。
2010年，演出電影《彼岸島》，為個人戲劇初出演。同年2月，在1,424位競爭者中脫穎而出，被起用主演下半年的NHK晨間劇《幸福鐵板燒》。2011年，出演改編自韓國人氣電視劇《原來是美男》的日本版《原來是美男》，初次主演民放電視劇。
2014年11月，以樂團LAGOON主唱身分MIORI出道。

## 人物
「美織」之名，表達了瀧本雙親「為美麗風景增添色彩、成長為賢惠的女子」的美好願望。獨生女，自小就喜歡和男生一起玩耍。。

## 演出
- 粗體字為主演

### 電影
- 彼岸島（2010年、華納日本） - 飾演 由紀
- 蝸牛食堂（2010年、東寶）
- 貞子3D2（2013年、東寶）- 飾演 安藤楓子
- HOKUSAI（2021年5月28日、STARDUST PICTURES） - 飾演 Koto
- 詭屋（2024年3月15日、東寶） - 飾演 片淵綾乃

### 電視劇
- 晨間小說連續劇 「幸福鐵板燒」（2010年9月27日－2011年4月2日，NHK） - 飾演 村上明（村上明里/村上明莉）
- 原來是美男（2011年7月 - 9月、TBS） - 飾演 櫻庭美男 / 櫻庭美子
- Hungry！（2012年1月-富士電視台、關西電視台） - 飾演 大楠千繪
- 三毛貓福爾摩斯系列第2話（2012年4月-日本電視台） - 飾演 金崎涼子
- 宮部美幸・4週連續 “最佳”謎團 最終夜 Level 7（2012年5月28日、TBS） - 飾演 真行寺舞
- GTO（2012年7月 - 9月、關西電視台） - 飾演 冬月梓
  - 麻辣教師GTO 秋季鬼暴特別篇（2012年10月2日）
  - 麻辣教師GTO 正月特別篇! 寒假熱血教書（2013年1月2日）
  - 麻辣教師GTO 畢業特別篇（2013年4月2日）
- 宮部美幸懸疑 完美的藍（2012年10月8日－12月17日、TBS） - 飾演 蓮見加代子
- 女忍吾妻（2013年4月5日－NHK BS） - 飾演 織江
- 海上診療所（2013年、富士電視台） - 飾演 藤井美智
- 指戀 ～獻給你的訊息～（2013年12月4日－，UULA） - 飾演 安藤美羽
- Dr.DMAT（2014年1月9日－2014年3月20日，TBS） - 飾演 八雲春子
- 殺人偏差值70（2014年7月2日） - 飾演 真山理佳子
- 空姐刑事 ～紐約殺人事件～（2014年7月7日，富士電視台） - 飾演 渡部結
- 特別劇 草裙舞女孩與愛犬可可（2015年3月11日，東京電視台） - 飾演 森田沙衣
- 經世濟民之男 小林一三（2015年8月29日・9月5日，NHK大阪放送局） - 飾演 丹羽／小林 幸
- 出色的選TAXI 特別篇（2016年4月5日，富士電視台） - 飾演 仁藤美緒
- Career～打破常規的警察署長～（2016年10月9日－12月11日，富士電視台） - 飾演 相川實里
- Chef～三星級營養午餐～ 第6話（2016年11月17日，富士電視台） - 飾演 相川實里
- 彬與瑛（2017年7月9日－9月3日，WOWOW） - 飾演 水島カンナ
- 監查役野崎修平（2018年1月14日－3月4日，WOWOW）- 飾演 吉野美保
- 刑警ZERO （2019年1月10日－3月14日，朝日電視台） - 飾演 佐相智佳
- 假面同窗會（2019年6月1日－7月21日，東海電視台・富士電視台） - 飾演 竹中美郷
- 相棒 season18 第11話（2020年1月1日，朝日電視台） - 飾演 雨宮紗耶香
- 父親與兒子的地下偶像（2020年2月23日，WOWOW） - 飾演 宮野佳菜子
- 認識的妻子（2021年1月7日－3月18日、富士電視台） - 飾演 江川紗也佳 / 劍崎沙也佳
- 毆愛、炎 （2021年4月2日、9日，朝日電視台） - 飾演 豐田秀實
- 冤罪犯（2021年8月30日，東京電視台）- 飾演 增岡美佐
- Dr. White （2022年1月17日－3月23日，關西電視台、富士電視台） - 飾演 高森麻里亜
- 黙秘犯（2022年8月8日，東京電視台）- 飾演 增岡美佐
- Sister（2022年10月20日，日本電視台）- 飾演 三好沙帆
- 忍者結婚很難 第9話（2023年3月2日，富士電視台）- 飾演 山田
- 風間公親－教場0－ 第7話（2023年5月22日，服飾的眼神太）- 飾演 筧麻由佳
- Hyena（2023年10月20日－12月8日，東京電視台）- 飾演 川鵜壯子
- 隔壁的護佐姐姐 第4話 - 最終話（2024年1月31日－3月13日，日本電視台） - 飾演 火神玲香
- 財閥復仇～致成為我兄嫂的前妻～（2025年1月6日－3月10日，東京電視台）- 飾演 伊勢繪理香（與渡邊圭祐雙主演）

### 舞台劇
- 『布宜諾斯艾利斯午前零時』（2014年11月 - 12月、新國立劇場中劇場・Theater BRAVA!） - 飾演 瑪利亞

### 配音
- 風起（2013年動畫電影，宮崎駿導演） - 里見菜穗子
- 魔术快斗1412（2015年电视动画 - 朱迪・霍珀）
- 天才傻瓜 復活的弗蘭德之犬（2015年5月23日） - Nero

### 其他節目
- 綜合生活笑料百科（2010年9月25日，NHK）
- 土曜Studio Park（2010年10月2日，NHK）
- 我心中的大阪旋律（2010年11月2日，NHK）
- 第61回NHK紅白歌合戰（2010年12月31日，NHK）
- 舊去新來（2010年12月31日 - 2011年1月1日，NHK）
- 來自Studio Park的問候（2011年4月8日、NHK）
- 由家庭所選的日本之歌（2011年5月5日，NHK）
- NEP LEAGUE（2011年5月16日，富士電視台）
- 火曜驚喜（2011年5月24日、31日，日本電視台）

### 電視廣告
- 早稻田學院（2005年9月 - 2008年3月）
- 索尼損害保險（2009年10月 - 2015年9月）
- 安斯泰來製藥·輝瑞「擔憂的女兒」篇（2009年 - ）
- 朝日飲品 三矢蘇打（2011年5月 - ）
- 旭玻璃纖維　斷熱性能內牆「Aclear」
- 東洋水産 「麺づくり」「昔ながらの中華そば」「屋台十八番」（2012年9月 - ）
- Bourbon 食物棒「SLOW BAR」（2012年9月 - ）
- GODIVA Short Movie 2014「情人節巧克力 〜給重要的那個人、甜蜜的訊息〜」（2014年1月 - 2月） - 與手機劇集「指戀 ～獻給你的訊息～」合作
- LIXIL房地產 Realty(現・ERA JAPAN)（2014年 - )
- Juju化妝品 「Aqua Moist潤密」（2015年4月 - ）

### 音樂錄像帶
- YUI 「Never say die」（2009年）
- stereopony 「分一半」（2010年）

## 書籍
- 森鷗外「高瀨舟」（SDP Bunko） - 封面、卷頭人物

## 外部連結
- Stardust Promotion 專設網頁 （页面存档备份，存于）
- 瀧本美織的Instagram帳戶 （页面存档备份，存于）
- 官方博客 （页面存档备份，存于）（2011年7月15日 - ）
- 舊博客2 （页面存档备份，存于）（2009年10月16日 - 2011年7月15日）
- 舊博客1 （页面存档备份，存于）（2008年10月4日 - 2009年10月16日）